# Heinz Henseler (Tierzüchter)
Heinz Henseler (* 7. Mai 1885 in Euskirchen, Rheinland; † 12. Februar 1968 in München) war ein deutscher Agrarwissenschaftler und Tierzüchter.

## Leben und Wirken
Henseler besuchte die Elementarschule in Euskirchen und das Gymnasium in Bonn. Nach der Reifeprüfung (1903) lernte er den landwirtschaftlichen Beruf auf einem Gut im Rheinland und arbeitete als Verwalter in zwei Betrieben – unterbrochen durch Studienreisen nach Dänemark und Schweden. Nach dem Dienst als Einjährig-Freiwilliger studierte er ab 1906 Naturwissenschaften und Landwirtschaft an der Universität Halle-Wittenberg und schloss mit dem Diplomexamen ab. Dazwischen lag noch eine weitere Studienreise nach England und Schottland.
1909/10 war Henseler vertretungsweise Assistent der Abteilung für Meteorologie und Pflanzenbau im Landwirtschaftlichen Institut der Universität Halle. 1910 promovierte er bei Rudolf Disselhorst zum Dr. phil. Danach wurde er leitender Assistent in der Abteilung Tierzucht und Molkereiwesen in Halle und habilitierte 1913 mit einer morphologisch-physiologischen Arbeit an der landwirtschaftlichen Abteilung der Philosophischen Fakultät ebenda. Unterbrochen durch Wehrpflicht im Ersten Weltkrieg erhielt Henseler 1916 die Berufung als außerordentlicher Professor für Tierzucht an die Universität Göttingen und 1920 als ordentlicher Professor für Tierzucht und Züchtungsbiologie an die Technische Hochschule München. Dazu gehörte noch ein Lehrauftrag für allgemeine Landwirtschaftslehre an der tierärztlichen Fakultät der Ludwig-Maximilians-Universität München. Henseler unternahm zahlreiche Studienreisen und nutzte diese auch zum Ankauf von Tieren.
Er trat – vermutlich zum 1. Mai 1933 – der NSDAP bei (Mitgliedsnummer 3.201.203). Als Professor für Tierzucht an der Technischen Hochschule München leitete er unter anderem das „Kolonialwissenschaftliche Seminar“, das sich mit der „Germanisierung“ von Lebensraum im Osten beschäftigte. Die ganze Fakultät für Landwirtschaft stand unter dem Einfluss der Blut-und-Boden-Ideologie und die Agrarwissenschaftler nutzen Zwangsarbeiter und Kriegsgefangene auf ihren Versuchsgütern. Henseler hatte enge Kontakte zu seinem früheren Schüler Heinrich Himmler und besuchte mit seinen Studenten den Kräutergarten der SS im KZ Dachau.
Er befasste sich als Wissenschaftler mit allgemeinen Fragen der Tierzucht und speziellen Kapiteln bei Pferden, Schafen, Schweinen, Hunden und Katzen sowie mit der Geschichte der Zucht. 1945 wurde er beurlaubt und 1948 emeritiert. In diesen Jahren übernahm Wilhelm Zorn die Vorlesungen, und 1948 wurde Fritz Stockklausner sein Nachfolger.

## Hauptwerk (Auswahl)
- Über das spezifische Gewicht und die chemische Zusammensetzung der Knochensubstanz von Lauf- und Schrittpferden in ihrer Beziehung zur Knochenfestigkeit. Halle, Philosoph. Diss., 1910. Halle a. S. : Hohmann.
- Untersuchungen über die Stammesgeschichte der Lauf- und Schrittpferde und deren Knochenfestigkeit. Hannover : Schaper, 1912; Arbeiten der DGfZ, H. 14.
- Untersuchungen über den Einfluss der Ernährung auf die morphologische und physiologische Gestaltung des Tierkörpers. Hab.Schrift an der Phil. Fak. Halle, Kühn-Archiv, Bd. 3, 1913.
- Prof. Dr. Simon von Nathusius. Sein Lebensbild. In: Kühn-Archiv, 2. Halbband, 1913, S. VII-XIII.
- Simon von Nathusius. Seine Veröffentlichungen. In : Kühn-Archiv, 4, 1914, S. 425–442.
- Über die Bedeutung der Mendelschen Vererbungsregeln für die praktische Tierzucht und die entsprechenden Versuche im Haustiergarten zu Halle. 1913, Heft 23 der DGfZ.
- Praktische Anleitung zum Messen von Pferden. Mit Otto Butz und Friedrich Schöttler, Berlin : Deutsche Gesellschaft für Züchtungskunde (DGfZ). 1921.
- Aus der Tierzucht von Australien und Neuseeland : Bericht über Ergebnisse einer im Jahre 1926/27 durchgeführten Studienreise. Berlin : Parey, 1929.
- Beitrag zur Kunde der Pferdeschläge. Berlin : DLG, 1931, Heft 382 der DLG.
- Handbuch der Schafzucht und Schafhaltung. 1939

## Auszeichnungen
- Vorsitzender des Akademischen Landwirtschaftsvereins in Halle a. Saale
- Mitglied der Reichssportkommission für das Hundewesen
- Präsident des Reichsverbandes für das deutsche Katzenwesen
- Hermann-von-Nathusius-Medaille in Gold der Deutschen Gesellschaft für Züchtungskunde (DGfZ) (1932)
- Weitere Auszeichnungen aus Deutschland und Frankreich[5]